# 2032년 하계 올림픽
2032년 하계 올림픽(영어: 2032 Summer Olympics, Games of the XXXV Olympiad)은 2032년 7월 23일부터 8월 8일까지 오스트레일리아 퀸즐랜드주 브리즈번에서 열릴 제35회 하계 올림픽이다.
2018년 2월 국제올림픽위원회와 국제패럴림픽위원회 간의 파트너십 계약 연장으로, 2032년 하계 올림픽을 개최하는 브리즈번은 2032년 하계 패럴림픽도 겸하여 개최하게 된다.

## 개최지 결정
2017년 6월, 국제올림픽위원회 이사회는 2024년 하계 올림픽과 2028년 하계 올림픽의 개최 희망 도시가 두 곳밖에 남지 않아, 두 대회의 개최지를 동시 결정하겠다고 발표하였다. 이후 2017년 7월에 IOC 측의 협의에 따라 2024년 하계 올림픽은 프랑스 파리에서, 2028년 하계 올림픽은 로스앤젤레스에서 개최하는 것으로 결정되었다. 이로써 2028년 하계 올림픽은 기존의 관례를 깨고 11년 먼저 개최지가 선정되는 셈이 되었다. 이 때문에 2028년 하계 올림픽이나 그 이후 대회의 유치를 염두에 두고 있던 각국의 유치 움직임도 빨라지게 되었다.
한편 그 선정 시점에 대해서도 여러 전망이 제기되고 있다. 관례대로라면 대회가 열리기 7년 전인 2025년에 개최지가 선정된다는 시각에서부터, 전체 일정이 빨라진 만큼 2020년에서 2021년으로 앞당겨질 것으로 예측된다는 시각이 있다. 하지만 이에 대해 2018년 4월 토마스 바흐 IOC 위원장은 지금 시점에서 2032년 하계 올림픽의 선정 절차에 대해 세워진 것은 없다고 분명히 하였다.

### 입후보를 공식화한 곳
- 인도 - 2015년 나렌드라 모디 총리와 면담한 토마스 바흐 IOC 위원장은 인도의 2024년 하계 올림픽 유치에 대해 "좀 이르다"고 말했지만, "잠자는 거인"이라고 언급하며 차기 대회 유치에 대해서 문을 열어두고 있음을 암시한 적이 있다.[4] 그런 뒤 2017년 6월, 인도 올림픽 위원회 (IOA)는 인도 정부에 2030년 아시안 게임과 2032년 하계 올림픽의 유치신청 허가를 요청하였다고 밝혔다. IOA 회장은 최근 올림픽 개최에 있어 가장 큰 문제로 떠오른 유치비용의 경우에도 아시아 세번째 경제 강국인 인도 시장이라면 충분히 감안할 수 있다고 자신감을 내비쳤다.[5] 2018년 4월 나린드라 바트라 IOA 회장과 토마스 바흐 IOC 위원장의 기자회견에서, 인도는 2026년 하계 청소년 올림픽과 2030년 아시안 게임, 2032년 하계 올림픽을 잇따라 유치할 계획이라고 공식 발표하였다.[2] 인도는 1951년 아시안 게임과 1982년 아시안 게임을 뉴델리에서 유치한 경력이 있으며, 올림픽 유치 도전은 이번이 사상 처음이다.
- 독일 노르트라인베스트팔렌주 - 독일에서 4번째로 큰, 주 내에 있는 뒤셀도르프, 도르트문트, 쾰른, 본, 아헨, 뒤스부르크, 에센, 겔젠키르헨 등의 13개 도시에서 분산 개최하겠다는 계획을 밝혔다. 이는 토마스 바흐 위원장이 추진하는 올림픽 아젠다 2020에서 개최비용 절감을 위한 분산개최로 가능해진 것이라는 판단에서다. 이들 도시는 16개 스타디움과 24개 경기시설을 이미 갖추고 있어, 기존 시설만으로도 80%의 경기를 치를 수 있다는 점이 강점이다.[6] 독일은 1972년 하계 올림픽을 뮌헨에 유치한 것이 마지막이며, 2024년 하계 올림픽 유치에 함부르크가 도전하려 하였으나 주민투표 부결로 철회된 적이 있었다. 독일이 이번 올림픽을 유치할 경우 1990년 10월 3일 동서독 통일 이후 열리는 최초의 올림픽이 될 수 있으며 1936년 동서 분단 이전의 나치 정권 시절에 개최한 베를린 올림픽 이후 96년만에 옛 동서독을 통틀어서 열리는 하계 올림픽이 된다. 덧붙여 1972년 옛 서독 뮌헨 하계 올림픽 이후 60년 만에 하계 올림픽을 다시 개최하게 된다.
- 이집트 - 2018년 7월 아슈라프 소비 청소년체육부장관이 "국제 대형 스포츠 대회 유치를 계획하고 있다"고 밝히며, 그 대상은 2030년 FIFA 월드컵과 2032년 하계 올림픽이라고 거론하였다.[7] 특히 이집트는 아프리카 국가이기 때문에 근대 올림픽이 열린지 136년만에 아프리카 국가에서 최초로 하계 올림픽이 열릴 수도 있다. 아프리카 대륙은 근대올림픽이 시작된 이래 단 한 번도 올림픽을 개최한 국가가 없다.
- 인도네시아 자카르타 - 2018년 자카르타-팔렘방 아시안 게임이 마무리되던 2018년 9월 1일, 조코 위도도 대통령은 토마스 바흐 IOC 위원장을 접견한 뒤 "즉시 후보국 등록을 하기로 했다"고 발표하였다.[8][9] 또 "아시안게임을 치른 경험을 토대로 우리는 더 큰 이벤트를 주최할 수 있다고 믿는다"고 말했다.[8] 아울러 인도네시아 정부는 아시안 게임 폐막 후 IOC 측에 공식 입후보 신청서를 전달하겠다고도 밝혔다.[10] 자카르타는 1962년 아시안 게임과 2018년 아시안 게임을 유치한 경력이 있다.

### 입후보에 관심을 표한 곳
- 오스트레일리아 브리즈번 - 2028년 하계 올림픽의 유치를 노리고 있었고, 이에 대한 퀸즐랜드주 정부 차원의 타당성 조사도 2016년에 진행하였지만 개최지가 미리 결정됨에 따라 2032년 하계 올림픽을 노리게 되었다. 존 코츠 오스트레일리아 올림픽위원회 위원장은 브리즈번이 파리, 로스앤젤레스보다 숙박시설 등의 기본 인프라가 부족했던 실정이었기에 이에 대한 더 긴 준비기간과 유치 비용 절약을 누릴 수 있게 되었다고 밝혔다.[11] 이를 위해 2018년 4월 퀸즐랜드 주에서 다시 한번 타당성 조사에 들어가 2018년 말에 조사를 마치고 연방정부와 협의에 들어갈 계획이다.[12] 오스트레일리아는 1956년 멜버른과 2000년 시드니 하계 올림픽을 개최한 이력이 있다.
- 대한민국 서울특별시· 조선민주주의인민공화국 평양직할시 - 2018년 8월 문재인 대한민국 대통령의 올림픽 훈장 수여식에서 이어진 환담에서, 문 대통령은 토마스 바흐 위원장에게 2032년 하계 올림픽을 서울과 평양에서 공동으로 개최했으면 좋겠다는 의사를 공식적으로 밝혔고, 바흐 위원장은 긍정적으로 화답했다.[13] 남북한의 올림픽 공동 개최 방안은 2018년 4월 남북정상회담의 후속회담에서 남북 스포츠 협력의 일환으로 논의된 적이 있었다.[13] 대통령의 발언과 비슷한 시기 당정은 비공개 자문회의를 열어 2032년 하계 올림픽 유치를 논의하였다는 소식이 전해졌다. 안민석 대한민국 국회 문화체육관광위원장의 발언에 의하면, "당초 남북 체육 교류 방안으로 2030년 FIFA 월드컵의 남북한 공동 개최를 검토했지만 유치 가능성이 낮다는 전망이 제기되면서 올림픽으로 방향을 돌렸다"며, 서울-평양 공동 개최를 논의 중에 있다고 밝혔다.[3] 서울은 1986년 아시안 게임과 1988년 하계 올림픽을 유치한 적이 있으며, 평양은 아직까지 올림픽과 아시안 게임 등의 국제 종합대회를 유치한 적이 없다. 2018년 9월 18일부터 9월 20일까지 진행한 2018년 9월 남북정상회담에서 문재인 대한민국 대통령과 김정은 조선민주주의인민공화국 국무위원장이 논의한 이후에 발표한 9.19 평양 선언에도 2032년 올림픽 공동 개최 유치를 하도록 노력하겠다고 발표된 바 있다.
- 중화인민공화국 상하이시 - 대회 유치에 관심을 표했다. 중국은 2008년 하계 올림픽과 2022년 동계 올림픽을 베이징에서 유치한 적이 있다.[9]
- 태국 - 대회 유치에 관심을 보였다. 태국은 1966년 아시안 게임, 1970년 아시안 게임, 1978년 아시안 게임, 1998년 아시안 게임을 방콕에서 유치한 적이 있다.[2]

### 입후보가 취소되거나 거절된 곳
- 러시아 - 2018년 7월 러시아 월드컵 자원봉사자 접견회에서 블라디미르 푸틴 대통령은 러시아가 차기 하계 올림픽을 유치할 수 있느냐는 질문에 타당성 조사가 우선되어야 겠지만 "분명 대회 운영을 할 수 있다"고 밝혔다.[14][15] 러시아는 1980년 구소련 시절 모스크바 하계 올림픽을 개최한 이력이 있으며 1991년 러시아 연방 출범 이후로는 2014년 소치 동계 올림픽을 제외하고 하계 올림픽은 개최한 적이 없다. 그러나 세계 반도핑 기구(WADA)는 2019년 12월 9일에 공개된 공식 성명을 통해 러시아에서 일어난 국가 차원의 도핑 스캔들에 관한 징계 조치에 따라 러시아가 국제 스포츠 행사에 입후보하는 것을 금지했다. 이는 국제 올림픽 위원회(IOC)가 러시아의 올림픽 입후보 신청을 거절했음을 의미한다.

## 방송
- 미국 - NBC - 2014년 NBC가 76억 5천만 달러의 중계권료를 지불하고 미국 내 독점 중계권을 2032년까지 연장함에 따라, 이 대회까지 중계할 수 있게 되었다.[16]
- 일본 - NHK
- 대한민국 - JTBC.KBS,SBS